# إندر أرسلان
إندر أرسلان (بالتركية: Ender Arslan)‏ مواليد 13 يناير 1983، هو لاعب كرة سلة تركي ويحمل الرقم 33. يبلغ طوله 6 قدم 2.75 بوصة (1.9 م).

## فرق لعب لها
- ساسكي باسكونيا
- نادي بانيونيس لكرة السلة
- إيفيس
- غلطة سراي لكرة السلة

## الميداليات
| الميدالية | المسابقة                         |
| --------- | -------------------------------- |
| فضية      | بطولة كأس العالم لكرة السلة 2010 |

## روابط خارجية
- إندر أرسلان على موقع الاتحاد الدولي لكرة السلة (الإنجليزية)
- إندر أرسلان على موقع الدوري الأوروبي لكرة السلة (الإنجليزية)
- إندر أرسلان على موقع الدوري الإسباني لكرة السلة (الإسبانية)
- إندر أرسلان على موقع كرة السلة الأوروبية.كوم (الإنجليزية)
- إندر أرسلان على موقع ريلجم (الإنجليزية)
- إندر أرسلان على موقع بروبوليرز (الإنجليزية)
- إندر أرسلان على موقع سبورتس رفرنس (الإنجليزية)